# بشير محمد محمود
بشير محمد محمود (? - توفي 2020)، كان قيادي عسكري كبير في حركة الشباب الإسلامية الصومالية ملقب بـ بشير قرقب. وكان بشير قرقب عضوا في المجلس التنفيذي لحركة الشباب الصومالية منذ نهاية عام 2008، وفق وزارة الخارجية الأميركية وأفريكوم. ويشتبه بتورط في تدبير الهجوم الذي استهدف قاعدة أميركية كينية في جنوب شرق كينيا بداية 2020 وأدى إلى مقتل ثلاثة أميركيين. كان عنصرا مهما في جماعة الشباب منذ أكثر من عقد". وكانت والولايات المتحدة الأمريكية عرضت مكافأة قيمتها 5 ملايين دولار مقابل معلومات تسمح باعتقاله ومحاكمته.

## مقتله
قُتل في ضربة جوية أميركية جنوب الصومال حيث قال المسؤول عن العلاقات العامة في قيادة أفريقيا الكولونيل كريستوفر كارنز، إن «الغارة الجوية التي قتلت هذا الإرهابي كانت في 22 فبراير 2020».
وذكرت إذاعة الصومال في وقت متأخر يوم السبت 7 مارس 2020 إن بشير محمد محمود قائد عمليات الشباب قُتل في ضربة جوية أمريكية يوم 22 فبراير 2020 في حي ساكو بمنطقة جوبا في جنوب الصومال.[بحاجة لمصدر]